# Glicopirrolato
O glicopirrolato é um fármaco sintético anticolinérgico de amônio quartenário sintetizado em 1960 por Bernard V. Franko y Carl D. Lunsford. Foi desenhado quando se buscava um fármaco que tivesse os mesmos efeitos terapêuticos da atropina mas que não tivesse os mesmos efeitos colaterais desta por não atravessar a barreira hematoencefálica.

## Descrição
O glicopirrolato é um fármaco muito polar com efeito bloqueador colinérgico igual a da atropina e que tem um efeito antiespasmódico direto nos músculos do tipo liso. Inibe o sistema parassimpático, reduzindo a produção de secreções (saliva, suor, ácido gástrico, bile...).

## Usos
O glicopirrolato se usa como terapia adjunta do broncoespasmo e úlcera péptica. Também se usa para bloquear os efeitos muscarínicos dos fármacos anticolinesterásicos, como alguns pesticidas ou de um relaxante muscular colinérgicos. Pode ser usado para inibir secreções antes de uma cirurgia nas vias digestivas. O fármaco pode ser administrado por via oral ou de modo parenteral, incluindo inalação. Pode ainda ser administrado também em pacientes com produção excessiva de suor ou saliva. Pode ser usado como protetor dos brônquios em pacientes com asma.

## Farmacologia
O glicopirrolato diminui as secreções, bloqueia os reflexos vagais e é útil na terapia coadjuvante na úlcera péptica e outras enfermidades gastrointestinais, bem como no auxílio à reversão dos bloqueios neuromusculares em anestesia por inibir efeitos indesejáveis dos anticolinesterásicos.

### Mecanismo de ação
O glicopirrolato neutraliza as ações muscarínicas da acetilcolina sobre os efetores autônomos que tem inervação por nervos pós-ganglionares de tipo colinérgico. Esta ação bloqueia os efeitos muscarínicos dos medicamentos utilizados para inibir a acetilcolinesterase (anticolinesterase)que se utilizam para reverter o bloqueio neuromuscular curariforme induzido. O fármaco neutraliza os reflexos vagais cardíacos mediante um bloqueio da inibição vagal do nodo sinoatrial. Tem um efeito anti-sialagogo de 7 horas.

### Farmacocinética
Depois da administração oral, pouco se absorve do glicopirrolato, cerca de 10 a 25% das doses via gastrointestinal. Pela via injetável a absorção é mais rápida e maior. As concentrações máximas do fármaco no soro se alcança por pouco mais de meia-hora; aplicando o medicamento por via intramuscular ou subcutânea, a ação farmacológica inicia-se depois de 15 a 30 minutos. Na injeção intravenosa o tempo de ação começa em 1 minuto após a administração. O glicopirrolato se distribui rapidamente por todo o corpo mas a seu metabolismo é pouco conhecido. A duração dos efeitos é de aproximadamente de 7 horas por administração via parenteral e cerca de 12 horas por via oral. O fármaco é excretado sem modificações pela urina ou as vezes pela bile.

## Uso em anestesia
O glicopirrolato não reverte os efeitos no SNC da fisostigmina. Eleva um pouco a pressão intra-ocular e se comparada a atropina, o glicopirrolato tem o dobro da potência inibindo a salivação (anti-sialagogo) e produz menos taquicardia. Parecido com a atropina, em doses baixas produz bradicardia reflexa, por seu débil efeito agonista colinérgico muscarínico periférico.

## Precauções especiais
Existem pessoas que podem ser suscetíveis a hipersensibilidade marcada ao medicamento. Não se deve usar em pessoas com glaucoma de ângulo estreito, já que se aumenta a pressão intra-ocular por efeito da midríase e ciclopegia (paralisia dos músculos ciliares dos olhos) induzidas pelo medicamento. Não deve ser usado por pessoas com uropatias, já que pode exacerbar a retenção urinária. Sabe-se que o fármaco piora as condições de pessoas com miastenia gravis, íleo paralítico, megacolon tóxico e atonia intestinal. Deve-se administrar o fármaco com precauções em pessoas que sofrem de hipertireoidismo, colite ulcerosa, corionopatias, insuficiência cardíaca congestiva, disritmias cardíacas ou hipertensão porque pode aumentar estes transtornos ou dificultar seus tratamentos. Tampouco deve administrar-se de modo incontrolado a pessoas com hérnia hiatal relacionada com esofagite por refluxo dadas as incidências de transtornos de pioramento nestas condições. Se conhece que pessoas maiores de 40 anos são propensas a desenvolver glaucoma pelo uso da medicação. Se conhece que sua administração diminui a absorção gastrointestinal de outros medicamentos como o cetoconazol.

## Gravidez e lactância
Deve-se evitar o uso na gravidez, já que não há estudos que comprovem a inocuidade do fármaco. O glicopirrolato pode ser excretado no leite materno, resultando em uma possível intoxicação pelo lactante. As mulheres neste período deve evitar o uso do fármaco. O medicamento pode ainda diminuir a produção de leite materno.
O medicamento deve ser suspenso caso ocorra retenção urinária, dilatação das pupilas, confusão mental e pele seca, avermelhada e quente.

## Interações medicamentosas
A ação de anticolinérgicos se vê diminuída pela ingestão oral simultânea de antiácidos. Deve-se passar pelo menos uma hora antes de usar esses agentes. A administração de outros anticolinérgicos promove a potenciação de ambas as drogas. Ainda que a administração de glicopirrolato diminui a absorção intestinal de outros fármacos, sabe-se que a digoxina administrada em tabletes de dissolução lenta aumenta seus valores no soro.
O glicopirrolato deve ser aplicado com cuidado em pacientes que tomam suplementos com potássio, sobre tudo as que estão formuladas com matriz de cera, já que pode precipitar úlceras gastrointestinais induzidas por potássio.

## Reações adversas
- Sistema Nervoso Central: Nervosismo, debilidade, letargia, vertigem e cefaleia. Em pacientes geriátricos podem causar confusão mental ou agitação.
- Cardiovasculares: Palpitações, taquicardia, bradicardia reflexa e hipotensão ortostática.
- Gastrointestinais: Constipação, boca seca, vômitos, mal estar epigástrico, dificuldade para engolir (disfagia), distensão abdominal e redução do paladar.
- Genitounrinários: retenção urinária e dificuldade de iniciar o ato de micção (disúria).
- Dérmica: Urticária, anidrose
- Oftálmicas: Dilatação das pupilas (midríase), visão borrada, hipersensibilidade a luz (fotofobia), elevação da pressão intra-ocular.
- Outros: Dores no sítio de injeção, temperatura elevada (hipertermia) e tamponamento brônquico.

## Sobredose
Os efeitos clínicos que indicam uma administração excessiva incluem efeitos periféricos como, pupilas dilatadas não reativas, visão borrada, pele seca, quente e avermelhada,  hipertermia, aumento da pressão sanguínea e da respiração. O médico deverá estar atentos a estes sinais e sintomas, para proporcionar o tratamento sintomático caso necessite. Usa-se um catártico salino e carvão ativado com a finalidade de evitar maior absorção do fármaco se este foi ingerido. Em casos graves pode administrar-se fisostigmina para bloquear os efeitos antimuscarínicos do glicopirrolato. Em caso de que ocorra choque, deve-se administrar os líquidos necessários. Em caso de retenção urinária pode requerer-se um cateterismo.

## Outras considerações
O glicopirrolato não deve ser mesclado em soluções intravenosas que contenham cloreto ou bicarbonato de sódio. O fármaco é incompatível com Tiopental sódico, fenobarbital, pentobarbital, dimenidrinato e diazepam.